# Ballon d’Or 1988

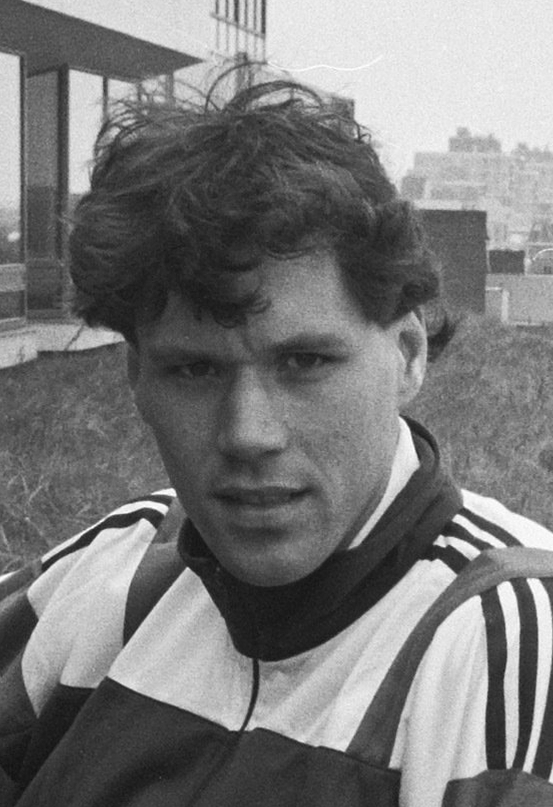
Marco van Basten (1989)

Mit dem 33. Ballon d’Or (französisch für Goldener Ball) der Zeitschrift France Football wurde der Niederländer Marco van Basten, der seinerzeit bei der AC Mailand in Italien unter Vertrag stand, am 27. Dezember 1988 als „Europas Fußballer des Jahres“ mit 41 respektive 84 Punkten Vorsprung vor seinen Landsmännern und Mailänder Vereinskameraden Ruud Gullit und Frank Rijkaard. Der Ballon d’Or wurde von einer Jury mit Sportjournalisten aus 27 Mitgliedsverbänden der UEFA verliehen. Van Basten wurde in allen 27 Ländern gewählt, dabei stand er 23-mal an erster Position. Nach Johan Cruyff und Titelverteidiger Ruud Gullit war er der dritte Niederländer, dem die Auszeichnung zuteilwurde.

## Ergebnis
| Platz | Spieler                  | Nationalität | Verein(e) 1988                                  | Punkte |
| ----- | ------------------------ | ------------ | ----------------------------------------------- | ------ |
| 01    | Marco van Basten         | Niederlande  | AC Mailand                                      | 129    |
| 02    | Ruud Gullit              | Niederlande  | AC Mailand                                      | 88     |
| 03    | Frank Rijkaard           | Niederlande  | Sporting Lissabon / Real Saragossa / AC Mailand | 45     |
| 04    | Oleksij Mychajlytschenko | Sowjetunion  | Dynamo Kiew                                     | 41     |
| 05    | Ronald Koeman            | Niederlande  | PSV Eindhoven                                   | 39     |
| 06    | Lothar Matthäus          | Deutschland  | FC Bayern München / Inter Mailand               | 10     |
| 07    | Gianluca Vialli          | Italien      | Sampdoria Genua                                 | 7      |
| 08    | Oleksandr Sawarow        | Sowjetunion  | Dynamo Kiew / Juventus Turin                    | 5      |
| 08    | Jürgen Klinsmann         | Deutschland  | VfB Stuttgart                                   | 5      |
| 08    | Franco Baresi            | Italien      | AC Mailand                                      | 5      |
| 11    | Tanju Çolak              | Türkei       | Galatasaray Istanbul                            | 4      |
| 11    | Oleh Kusnezow            | Sowjetunion  | Dynamo Kiew                                     | 4      |
| 13    | Rinat Dassajew           | Sowjetunion  | FC Sevilla                                      | 3      |
| 13    | Anatolij Demjanenko      | Sowjetunion  | Dynamo Kiew                                     | 3      |
| 13    | Glenn Hysén              | Schweden     | AC Florenz                                      | 3      |
| 13    | Míchel                   | Spanien      | Real Madrid                                     | 3      |
| 17    | Flemming Povlsen         | Dänemark     | 1. FC Köln                                      | 2      |
| 17    | Michel Preud’homme       | Belgien      | KV Mechelen                                     | 2      |
| 17    | Walter Zenga             | Italien      | Inter Mailand                                   | 2      |
| 17    | Gheorghe Hagi            | Rumänien     | Steaua Bukarest                                 | 1      |
| 17    | Roberto Mancini          | Italien      | Sampdoria Genua                                 | 1      |
| 17    | Dejan Savićević          | Jugoslawien  | FK Budućnost Titograd / FK Roter Stern Belgrad  | 1      |
| 17    | Neville Southall         | Wales        | FC Everton                                      | 1      |
| 17    | Dragan Stojković         | Jugoslawien  | FK Roter Stern Belgrad                          | 1      |